# Godella
Godella (en valencien et en castillan) est une commune d'Espagne de la province de Valence dans la Communauté valencienne. Elle est située dans la comarque de l'Horta Nord et dans la zone à prédominance linguistique valencienne.

## Géographie

Localisation de Godella
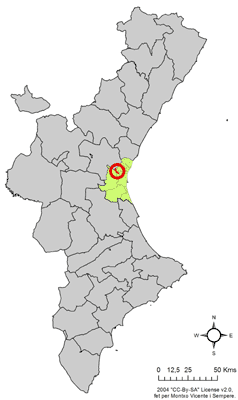
dans la Communauté valencienne.
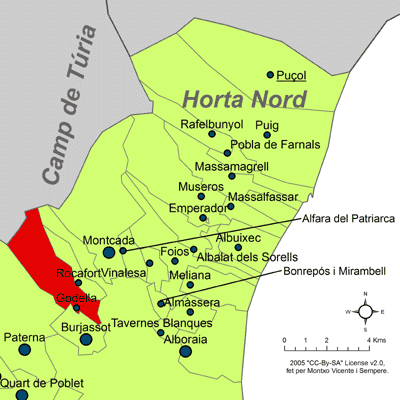
dans la comarque de l'Horta Nord.

Cette commune est située dans l'ancienne Horta de Valence.
Elle se situe à 8 km du centre de Valence, à 5 km de l'aéroport de Valence et à 15 km de la plage, Godella est une ville résidentielle.
Elle domine la plaine environnante : orangers à perte de vue, et vue sur la mer Méditerranée

### Infrastructures et voies d'accès
La commune de Godella est desservie par la ligne 1 du métro de Valence.

## Économie
Godella est une ville résidentielle, sans usine mais avec de nombreuses écoles où sont inscrits 1 300 élèves et étudiants.

## Personnalités liées à la commune
Josefina Robledo Gallego (1897-1972), guitariste et compositrice espagnole, a vécu 42 ans dans la commune et y est décédée.

## Jumelage
La ville de Godella est jumelée, depuis 2004, avec les villes françaises de
- Noisy-le-Roi  (France)
- Bailly (Yvelines) (France)